# Office of the Commissioner of the Ministry of Foreign Affairs of the People’s Republic of China in the Hong Kong Special Administrative Region

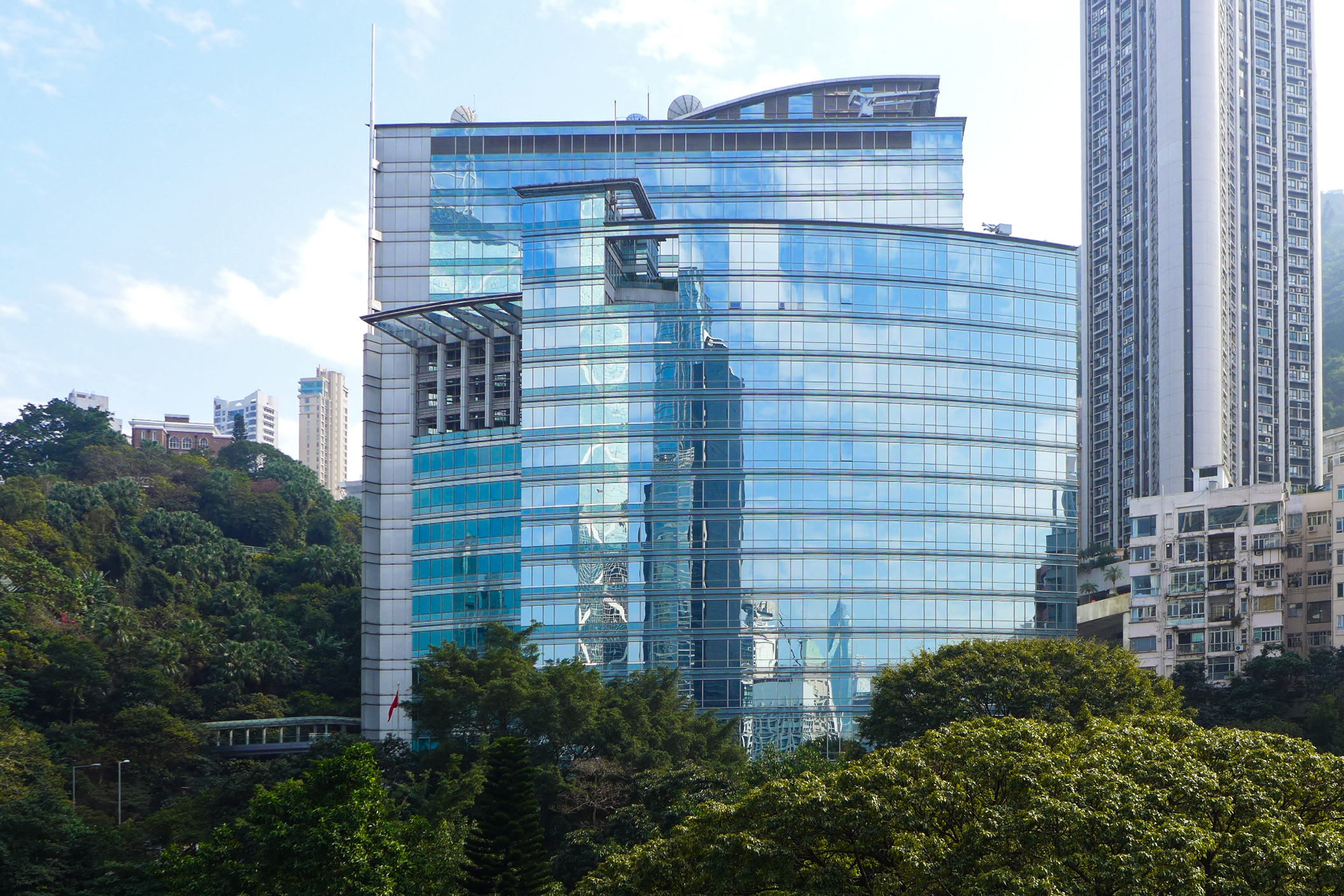
Office of the Commissioner of the Ministry of Foreign Affairs of the PRC, Hong Kong.

Das Office of the Commissioner of the Ministry of Foreign Affairs of the People's Republic of China in the Hong Kong Special Administrative Region (chinesisch 中華人民共和國外交部駐香港特別行政區特派員公署, Pinyin Zhōng huá Rén mín Gòng hé guó wài jiāo bù zhù Xiāng gǎng tè bié xíng zhèng qū tè pài yuán gōng shǔ; vereinfachte Zeichen: 中华人民共和国外交部驻香港特别行政区特派员公署, Jyutping: zung1 waa4 jan4 man4 gung6 wo4 gwok3 ngoi6 gaau1 bou6 zyu3 hoeng1 gong2 dak6 bit6 hang4 zing3 keoi1 dak6 paai3 jyun4 gung1 cyu5 dt.: Büro des Kommissars des Ministeriums für außenpolitische Belange der Volksrepublik China in der Sonderverwaltungszone Hongkong) ist eine untergeordnete Behörde des Außenministeriums der Volksrepublik China, welche in Übereinstimmung mit den Vorgaben des Basic Law of Hong Kong (中華人民共和國香港特別行政區基本法) der Sonderverwaltungszone Hongkong von 1997 eingerichtet wurde. Die Behörde ist verantwortlich für außenpolitische Belange, die in dem Territorium relevant sind.
Gegenwärtig ist Xie Feng (谢锋, * 1964) der Commissioner. Die Lokalitäten der Behörde befinden sich in 42, Kennedy Road, Mid-levels, an der Kreuzung von Kennedy Road und MacDonnell Road.
Ein vergleichbares Office of the Commissioner gibt es in Macau.